# François Devienne
Pour les articles homonymes, voir Devienne.
François Devienne (Joinville, 31 janvier 1759 - Charenton-Saint-Maurice, 5 septembre 1803) est un compositeur français, qui a également été flûtiste, bassoniste et enseignant.

## Biographie
François Devienne est le septième des huit enfants que le bourrelier Pierre Devienne a eus de son second lit avec Marie Petit.
Il apprend très jeune plusieurs instruments avec son frère aîné, et fait partie d'une maîtrise d'église à Joinville, donc de ce qui était une école de musique et partie prenante d'un des nombreux chœurs professionnels attachés aux cathédrales et, très souvent, aux églises collégiales de France. François Devienne aurait également à Joinville l’enseignement d’un certain Morizot, organiste, puis serait parti  de 1776 à 1778  pour la ville de Deux-Ponts étudier avec son parrain François Memmi. Il quitte Deux-Ponts le 15 mai 1778. Cette formation lui permettra de jouer par la suite dans différents ensembles parisiens. À l'âge de 10 ans, il compose sa première œuvre, une messe. En 1779, ses études terminées, c'est le baron de Bagge, mécène et compositeur, qui s'occupe de son entretien à Paris. A l’automne 1779, il est engagé comme bassoniste à l’Opéra de Paris pour une saison et rencontre de nombreux musiciens parisiens ; il en profite pour perfectionner son jeu à la flûte avec Félix Rault, première flûte à l'Opéra. De 1780 à 1785, il est au service du cardinal de Rohan. La première de son premier concerto pour basson est interprété par Étienne Ozi à Paris en novembre 1780, au Concert spirituel. Il y joue de la flûte et du basson. Dès 1782, Devienne s'y produit comme soliste, à la flûte ou au basson, jouant parfois ses propres oeuvres. En 1788, il est bassoniste au Théâtre de Monsieur, puis en 1793 à l'opéra de Paris. Flûtiste virtuose et excellent bassoniste, Devienne a contribué au développement en France du style concertant.
Sa biographie comporte des trous mais on le retrouve, en 1789, interprétant sa Cinquième Symphonie concertante au Concert spirituel.
Sergent à l'orchestre de la garde nationale de Paris, il apprend la musique aux enfants de ses camarades et écrit pour cela une Méthode de flûte théorique et pratique (1793). Cette méthode connaît un grand succès en Europe et est traduite en allemand, anglais et italien ; cet ouvrage constitue toujours une référence dans la pédagogie de cet instrument. Avec d'autres musiciens de la garde, il fonde une « école libre de musique », qui deviendra en 1795 l'« Institut national de musique », puis le Conservatoire de Paris dont il est également l’un des administrateurs; il y enseigne la flûte.
Il est membre des loges La Réunion des Arts en 1781, des Amis Réunis en 1783, et de l’Olympique de la Parfaite Estime de 1784 à 1786, association musicale de francs-maçons ayant son propre orchestre (qui commanda et exécuta les symphonies parisiennes de Joseph Haydn). Il compose un grand nombre de romances et de chants patriotiques ainsi qu'une symphonie à grand orchestre (20 instruments), intitulée, Bataille de Jemmapes, et ensuite arrangée pour clavecin et violon.
Parmi ses opéras composés durant les années 1790, un opéra-comique à caractère révolutionnaire lui apporte le succès, les Visitandines, comédie en deux actes et en prose, mêlée d’ariettes, créée au Théâtre Feydeau le 7 août 1792, sur un livret de Louis-Benoît Picard. Il est joué plus de deux cents fois jusqu’en 1797.
François Devienne est également connu grâce à une production de compositions instrumentales riche dans laquelle se retrouvent flûte et basson mais pas seulement (clarinette, flageolet...). Ce catalogue comprend une trentaine de concertos ou symphonies concertantes et de nombreuses œuvres de musique de chambre divertissantes dont l'abondance a probablement nui à la réputation du compositeur au détriment d'œuvres plus recherchées et inspirées. On notera, entre autres, 7 sonates pour flûte et clavecin, 48 sonates pour flûte et basse continue, 18 concertos pour flûte et 4 concertos pour basson.

« Dans les meilleurs de ses concertos, on peut même trouver ici ou là motif à le réévaluer : ainsi de certains mouvements lents de ses concertos pour flûte, d’un lyrisme assez touchant, et surtout de ses concertos pour basson — du moins des nos 1, 2 et 4 — qui témoignent d’une réelle inventivité et de qualités d’ensemble plaidant parfois pour un rapprochement avec Mozart. »

— Michel Rusquet (2019)
Il se marie entre 1789 et 1792 avec Mademoiselle Maillard et ils ont cinq enfants.
Devienne est interné à l'asile de Charenton en mai 1803 et y meurt le 5 septembre de la même année.

« Sa tête se dérangea en raison d’un excès de travail qui finit par altérer ses facultés, il est resté pendant quatre mois placé entre les mains des gens de l'art, nous dit un de ses élèves, qui lui donnent tous leurs soins pour le guérir d'un dérangement du cerveau qui a dégénéré en véritable folie, causée par les différents chagrins qu'il a éprouvés pendant la Révolution… »

Le 16 fructidor de l'an XI (ou 3 septembre 1803), la première audition de la Symphonie Concertante pour deux flûtes Op.76 n°6  est donnée à l’École royale de chant et de déclamation de Paris de la rue Bergère (ancêtre du Conservatoire), deux jours avant sa mort et en son absence.
Si les compositions concertantes de Devienne, surnommé le « Mozart français, », peuvent être comparées à  celles de Franz Anton Hoffmeister (qui en a écrit 25 pour la flûte), leur style brillant et leur sens de la mélodie rappellent en effet plutôt Mozart et Haydn. Mozart, durant son séjour à Paris en 1778, a assisté à des concerts donnés par le Concert spirituel des Tuileries, mais c'est sans doute plus tard que Devienne y joua ses propres compositions.
Jean-Pierre Rampal, dans les années 1960 et 1970, a tiré de l'oubli ses compositions pour flûte.
Devienne a composé pour le flageolet Six duos très faciles pour deux flageolets, publiés à Paris chez Imbault en 1797. Ces duos ont été transcrits pour la flûte à bec par Roger Bernolin. On notera au début du XIXe siècle les publications suivantes : 
- Méthode complette pour le flageolet, sans clefs et avec clefs de Charles Eugène Roy[10] en 1825 chez Meissonier à Paris incluant « dix-huit duos de Devienne » ;
- Méthode complète pour le flageolet sans clefs ou avec clefs d'Emmanuel Destouches chez Thuvien à Paris (entre 1800 et 1850) incluant « six duos du célèbre Devienne arrangés pour le flageolet ».

## Citation
François-Joseph Fétis écrit qu'il est l’un des « musiciens les plus intéressants et les mieux doués de la fin du XVIIIe siècle ».

## Œuvre
De nombreuses œuvres de François Devienne sont accessibles sur le site Gallica de la BnF.

### Œuvres musicales
- 1 symphonie « à grand orchestre »
- 8 symphonies concertantes, dont:
  - Symphonie concertante en si  majeur pour deux clarinettes et orchestre, Op.25 (1794)
- 14 concertos pour flûte
- 5 concertos pour basson
- 25 quatuors et quintettes pour différents instruments, parmi lesquels :
  - les quatuors pour flûte, alto et violoncelle op. 16, publiés vers 1786[12];
  - les quatuors pour basson, violon, alto et violoncelle op. 73, composés vers 1800[13].
- 46 trios
- 147 duos, parmi lesquels :
  - les Six duos pour flûte et alto op. 5, publiés en 1784[14];
  - 15 Duos en 3 séries pour  flûte et violon;
- 67 sonates

Œuvres pour orchestre d'instruments à vent
- 1797 Le Chant du retour
- 1799–1800 Hymne pour l'éternité
- Ouvertures

Il a écrit 12 opéras, parmi lesquels les opéras-comiques suivants :
- Les Précieuses ridicules, opéra-comique en un acte, livret de Pierre-Louis Moline, d'après Molière, 9 août 1791, Paris, Théâtre Montansier ;
- Les Visitandines, comédie en deux actes et en prose, mêlée d'ariettes, livret de Picard, créée au théâtre Feydeau le 7 août 1792 ;
- Volécour, ou Un tour de page, comédie en un acte mêlée d'ariettes, livret de François Favières, créée à l'Opéra-Comique (Salle Favart) le 22 mars 1797 ;
- Les Comédiens ambulants, comédie en deux actes et en prose mêlée d'ariettes, livret de Picard, créée au Théâtre Feydeau le 28 décembre 1798 ;
- Le Valet de deux maîtres, comédie en un acte et en prose mêlée d'ariettes, livret de Jean-François Roger, d'après Goldoni, créée au Théâtre Feydeau le 2 novembre 1799.

### Écrits
- Méthode de flûte théorique et pratique (1793).

## Discographie sélective
- Sinfonie concertante pour 2 clarinettes en si bémol majeur, opus 25, I. Allegro con spirito, II. Adagio, III. Rondeau, avec Dieter Klöcker (clarinette), Waldemar Wandel (clarinette), Consortium Classicum, Rundfunk Orchester des NDR Hannover, sous la direction de Wolf-Dieter Hauschild, label Musica Mundi Koch Schwann / 3-1074-2, 1992[16].
- 14 concertos pour flûte et orchestre, András Adorján, flûte, Münchener Kammerorchester, dir. Hans Stadlmair. 4 CD Tudor 1992/1995/1996/1997. Sorti en 2014.
  - Concerto n° 1, pour flûte, Tudor, n° 729, 1997, avec Andràs Adorjan
  - Concertos n° 2, pour flûte, Tudor, n° 794, 1997, avec Andràs Adorjan
- Duo en ut mineur pour deux flûtes, Delos, n° 3226, 1998, avec Jean-Pierre Rampal
- Sonate pour clavecin ou piano forte avec flûte obligée, op. 23, Arion, n° 55436, 1999, avec Michel Debost
- Quatuor pour basson, violon, alto et violoncelle, op. 73, n° 3, chez Harmonia Mundi, HMN, n° 911788, 2003, avec Klaus Thunemann
- 13 concertos pour flûte et orchestre, Symphonie concertante n°3 et n°6, Patrick Gallois, flûte et direction, Swedish Chamber Orchestra. 4 CD Naxos 2013/2015/2016
- Quatre quatuors concertants,Barthold Kuijken, flûte, Ryo Terakado, violon, Sara Kuijken, alto, Wieland Kuijken, violoncelle. 1 CD Traversières, 2003

- Concerto n°7 pour flûte, en mi mineur , dans le CD Révolution, Emmanuel Pahud, flûte, Kammerorchester Basel, direction : Giovanni Antonini, WARNER CLASSICS 0825646276783, 2015

## Iconographie
- Les Musées royaux des beaux-arts de Belgique ont un portrait de Devienne d'un artiste anonyme, longtemps attribué par erreur à David.